# Kościół św. Pawła Apostoła w Boguszowie-Gorcach
Kościół świętego Pawła Apostoła – polskokatolicki kościół parafialny należący do dekanatu dolnośląskiego diecezji wrocławskiej. Znajduje się w dzielnicy Boguszów.
Świątynia została zbudowana w latach 1900 - 1904. Zaprojektował ją bawarski architekt. Kościół posiada wieżę w kształcie ostrosłupa oraz modrzewiowy sufit. Witraże w świątyni zostały wykonane w 1902 roku przez znanego holenderskiego witrażystę Gustawa van de Treecka, serdecznego przyjaciela ówczesnego proboszcza Adolfa Tobiasza. Głównym witrażem w świątyni jest witraż przedstawiający Chrystusa Odkupiciela, natomiast na drugim jest przedstawiona Maryja. Po prawej stronie w prezbiterium na witrażu znajduje się św. Paweł Apostoł z mieczem i księgą - patron świątyni.